# Bromelia araujoi
Espèce
Classification phylogénétique
Bromelia araujoi est une espèce de plantes tropicales de la famille des Bromeliaceae, endémique du Brésil et décrite en 2008.

## Distribution
L'espèce est endémique de l'État de Maranhão au nord du Brésil.

## Description
L'espèce est hémicryptophyte.